# Tomáš Císařovský
Tomáš Císařovský (* 2. ledna 1962 Praha) je český malíř.

## Život
V letech 1978–1982 studoval v Praze na SUPŠ obor Tvarování dřeva a řezbářství, poté studoval na AVU u prof. Paderlíka a Ptáčka (1983–1988).
Dnes je jedním z nejuznávanějších českých malířů.[zdroj?] Maluje olejovými, výraznými odstíny, většinou portréty a figurální výjevy, v posledních letech i krajinu. Již nemaluje výhradně olejovými barvami, ale také akvarelovými barvami.
Pracuje v tematických cyklech, např. Z deníku dědy legionáře (1989), Naty, přepni to! (1994), Bez koní (1996), Prázdniny v Čechách (2006). Pravidelně vystavuje v českých i zahraničních galeriích a jeho dílo je zastoupeno ve veřejných i soukromých sbírkách. Žije a pracuje v Praze.
Od začátku své tvorby je fascinován médiem malby. Patří k nejznámějším českým autorům. Svá díla představoval spolu s vrstevníky na neoficiálních přehlídkách mladého umění Konfrontace (od r. 1984). Tyto výstavy byly pořádány tajně jako konfrontace potlačovaného umění s panujícím režimem. Jeho obrazy Terče, jež byly představeny právě na Konfrontacích, jsou stylově blízké tehdy aktuální italské transavantgardě.
V další fázi své tvorby, malbu začal pojímat jako hru a experimentoval s její vizuální řečí. Na přelomu osmdesátých a devadesátých let se začal věnovat obrazům s historickou tematikou. Obrazy s rozpomínáním se na světlé stránky české historie, bychom mohli klást do souvislosti s tehdejším rozpadem totalitního systému. Důležitý rozsáhlý cyklus obrazů z této doby nese název „Z deníku dědy legionáře“. Tento cyklus pojal jako splnění snu svého dědečka, který se chtěl stát malířem ale místo toho bojoval ve válce. Je pro něj typické doplnit příběh obrazu i textem. Od devadesátých let patřil Tomáš Císařovský ke spolupracovníkům pražské Galerie MXM.
Malby z této doby jsou výřezy z fotografií novinových i rodinných.
Poprvé své obrazy vystavoval již v prvním ročníku na střední škole. Pak následovalo mnoho dalších výstav, za zmínku stojí např. „Viděno dvěma“, kterou připravil se svou ženou Erikou v roce 1993, „Naty, přepni to“ kterou věnoval svým dcerám (1994) anebo „Bez koní“ kde zpodobnil české šlechtice v dnešní době (1996). V roce 2000 ještě s dalšími kolegy připravil výstavu v GHMP s názvem „Na co myslíš ty“. Zde se jeho figury snaží vyprávět svůj osobní příběh pouhými gesty, v obrazech rovněž promyšleně pracuje s účinkem výrazných barev.
V roce 2008 poprvé spojil tematiku figurální kresby a krajinu. Vyjádřil se k tomu takto: Buď maluji lidi a jejich příběhy v abstraktním bezčasí, nebo přírodu. Spojení těchto dvou motivů mi přišlo až do této chvíle zastaralé, logický smysl mělo naposledy v 19. století, kdy lidé ještě žili spjatí s přírodou.
V poslední době se proměnil především námětový okruh obrazů Tomáše Císařovského. Autor se pro inspiraci obrátil do období po druhé světové válce, prohloubil expresivní vyznění barvy v obraze a ještě více tak umocnil existenciální poselství své tvorby. Těžištěm jeho díla však stále zůstává figurální olejomalba a jen pro relaxaci odbíhá ke krajině a akvarelu. Snaží se o čitelnost obrazu a jeho jednoduchou formu, ale ne obsah. Tam se naopak Tomáš Císařovský snaží vnést nejistotu a dvojsmysl. Nejednoznačné čtení dává prý obrazům to správné napětí. Přes svůj úspěch vystupuje Tomáš Císařovský velice skromně a říká o své tvorbě, že je nejcennější, když si každý, kdo chce, najde svůj úhel pohledu.

## Zastoupení ve sbírkách (výběr)
- Alšova jihočeská galerie v Hluboké nad Vltavou
- Galerie hlavního města Prahy
- Národní galerie v Praze